# Financial Industry Regulatory Authority
Die Financial Industry Regulatory Authority (FINRA) ist als Genehmigungsbehörde in den USA hauptsächlich verantwortlich für die Beaufsichtigung von Personen, die in der Wertpapierbranche involviert sind. Die Securities and Exchange Commission (kurz SEC) delegierte diese Verantwortlichkeit an die FINRA. Die FINRA ist eine sich selbst regulierende Organisation (Self Regulatory Organization, kurz SRO) und ist damit keine direkte Behörde der Regierung. Ihr Sitz ist Washington, D.C.
2007 wurde aus der 1939 gegründeten National Association of Securities Dealers (NASD) die FINRA im Zusammenschluss mit der Vollzugsbehörde der New York Stock Exchange (NYSE) und der NYSE Regulierungsbehörde. Der Zusammenschluss wurde am 26. Juli 2008 endgültig vollzogen.
Alle Unternehmen, die mit Wertpapieren handeln, die nicht durch eine andere SRO reguliert werden, wie das Municipal Securities Rulemaking Board, kurz MSRB, müssen Mitgliedsunternehmen der FINRA sein. Auch Personen, die die Lizenz besitzen, öffentlich mit Wertpapieren zu handeln, sind als registrierte Handelsvertreter bekannt.
Die Regulierung der Wertpapierbranche beabsichtigt für alle Personen, die in der Wertpapierbranche arbeiten, ethische Praktiken aufrechtzuerhalten, die im besten Interesse der Konsumenten liegen. Um dieses durchzusetzen, hat die FINRA das Recht gegen die Mitgliedsunternehmen und registrierten Handelsvertreter Geldbußen zu verhängen, welche die Regeln gebrochen haben. Zu diesem Zweck ist die FINRA sehr nützlich für die Branche, da sie Vertrauen in der Öffentlichkeit aufbaut und ihre Interessen vertritt. Die alleinige Finanzierung der FINRA wird jedoch durch die Geldbußen und die Gebühren der Mitgliedsunternehmen geleistet. Dieser Umstand wird hinsichtlich der Tatsache kritisiert, dass dadurch ein Anreiz für die FINRA geschaffen wird, gegenüber Unternehmen aus verschiedensten Gründen Geldbußen zu verhängen, einzig und allein für die bereits angefallenen Kosten der Untersuchung, auch wenn keine ernsthaften Verletzungen aufgedeckt werden konnten.